# Live Is Life
Live Is Life ist ein Lied der österreichischen Band Opus aus dem Jahr 1984, das von den damaligen Bandmitgliedern Ewald Pfleger, Kurt-René Plisnier, Günter Grasmuck, Niki Gruber und Herwig Rüdisser geschrieben wurde und 1985 internationalen Hit-Status erlangte.

## Geschichte
Sowohl die Single als auch das gleichnamige Album Live Is Life wurden weltweit erstmals 1984 veröffentlicht. Es wurde ein Nummer-eins-Hit in Ländern wie Deutschland, Österreich, Schweden und Frankreich. Durch den Erfolg erhielt der Song neben Deutschland auch in Großbritannien und den USA eine Goldene Schallplatte. Zudem wurde er auch mit dem Bronzenen Löwen von Radio Luxemburg ausgezeichnet.
Bei dem 4:15-minütigen Lied handelt es sich um eine Live-Aufnahme: Das Lied, das von Ewald Pfleger am Strand von Ibiza geschrieben worden war, wurde am 2. September 1984 bei der Elf-Jahres-Feier der Band im Fußballstadion von Oberwart live gespielt. Zuerst konnte der Song nicht aufgenommen werden, da das Tonband zu Ende war. Am Ende des Konzerts wurde der Song erneut gespielt; der zweite Aufnahmeversuch gelang.
Live Is Life erschien auch auf der internationalen Version des Albums Up and Down.

## Mitwirkende
- Hauptgesang – Herwig Rüdisser
- Gitarre, Hintergrund-Gesang – Ewald Pfleger
- Bass, Hintergrund-Gesang – Niki Gruber
- Keyboard, Hintergrund-Gesang – Kurt-René Plisnier
- Schlagzeug, Hintergrund-Gesang – Günter Grasmuck
- Percussion, Hintergrund-Gesang – Günter Timischl

## Rezeption

### Coverversionen von Laibach
1987 veröffentlichte die ursprünglich aus dem Post-Industrial-Umfeld stammende slowenische Band Laibach über Mute Records eine Coverversion unter dem Titel Life Is Life auf einer 7″- und 12″-Single sowie in der deutschsprachigen Variante Leben heißt leben auf der LP Opus Dei, produziert von Slavko Avsenik junior. In einer Diplomarbeit der Universität Wien heißt es, der Klang sei „bombastisch und monumental mit einem wagnerianischen Einschlag“, der „manipulierte Text […] scheint als Hymne zu fungieren, mit der auf übertriebene Weise das Land gepriesen wird“. Diese Übertreibung habe einerseits „etwas Lächerliches beinahe Komisches an sich“, andererseits seien „Momente eingefügt, die das Lesen dieser Arbeit als eine Ironische unhaltbar machen und die ein Authentisches oder eine natürliche Verwurzeltheit ausdrücken“, wodurch „die Verunsicherung des Konsumenten gesteigert“ werde. El_Nico vom Online-Magazin Nonpop bezeichnete Laibachs Version als „eigenwillige[n] Vorläufer des Military-Pop“. Im dazugehörigen Musikvideo werde „der Fokus auf die Thematik Nation bzw. Nationalismus gelegt“, das Video sei „in seiner Bildsprache stark an den Heimatfilm angelehnt“. Als Kulissen sind die alpine Landschaft um Bohinj, der Savica-Wasserfall und eine Kapelle, die zum Gedenken verstorbener russischer Gefangener errichtet wurde, zu sehen. In dieser Performance manipuliere Laibach „das stereotypische Bild der slowenischen Identität auf zweifache Weise“:

„Zum einen wird diese mit einem unterschwelligen Militarismus überlagert, der mit der gängigen Vorstellung nicht zu korrelieren scheint. Dieser Aspekt kann aber in Zusammenhang mit der slowenischen Partisanenbewegung gelesen werden. Zum anderen wird hier ‚das Deutsche‘ in der slowenischen Identität hervorgekehrt oder gezeichnet. Einerseits standen diese nahezu tausend Jahre unter deutsch (-österreichischer) Herrschaft und waren daher im breiten Maße einer ‚Germanisierung‘ ausgesetzt. Andererseits wurden sie von den anderen Völkern Jugoslawiens verächtlich als ‚Deutsche‘ bezeichnet[.]“

### Weitere Coverversionen
- 1997: Boney NEM
- 1999: Münchener Freiheit
- 2002: DJ Ötzi feat. Hermes House Band
- 2002: Waterloo & Robinson
- 2004: Soundconvoy
- 2007: Manny Marc feat. Corus 86 & DJ Reckless
- 2014: J.B.O. „Death is Death“
- 2016: Sofia Carson „Love Is The Name“
- 2019: Kirin J Callinan

### Die Spätzünder
Die deutsch-österreichische Filmkomödie Die Spätzünder hat in Österreich den Titel Live Is Life – Die Spätzünder. Im Film wird das Lied gecovert.

### Neuvertextung
Die Melodie des Liedes wurde von Ewald Pfleger für Schulkinder neu vertextet. Es trägt den Titel Ferienzeit und besingt vielfältige Ferienbeschäftigungen und wie gut es sich ohne Schule leben lässt.

## Auszeichnungen für Musikverkäufe
| Land/Region                  | Auszeichnungen für Musikverkäufe (Land/Region, Auszeichnung, Verkäufe) | Verkäufe  |
| ---------------------------- | ---------------------------------------------------------------------- | --------- |
| Deutschland (BVMI)           | Gold                                                                   | 250.000   |
| Frankreich (SNEP)            | Gold                                                                   | 500.000   |
| Kanada (MC)                  | 2× Platin                                                              | 200.000   |
| Spanien (Promusicae)         | Gold                                                                   | 25.000    |
| Vereinigtes Königreich (BPI) | Silber                                                                 | 250.000   |
| Insgesamt                    | 1× Silber · 3× Gold · 2× Platin ·                                      | 1.225.000 |

## Trivia
- Das finnische Eishockeyteam Tappara verwendet den Hit als Tor-Song bei ihren Spielen.
- Diego Maradona wärmte sich vor dem UEFA-Cup-Halbfinale Bayern München gegen SSC Neapel 1989 auf, als das Lied über die Stadionlautsprecher gespielt wurde. Er bewegte sich dazu im Rhythmus der Musik. Die Aufwärmroutine wurde weltbekannt, nachdem Fernsehaufnahmen von ihr auf YouTube veröffentlicht worden waren.[15][16]
- Anlässlich der Fußball-Weltmeisterschaft 1994 veröffentlichten Opus eine weitere Version des Liedes mit dem Namen The Power of Live Is Life, die in Österreich Platz 3 erreichte. Im Gegensatz zum Original enthält diese Version Reggae-Elemente.
- 2014 wurde Live Is Life beim Großen Zapfenstreich zur Verabschiedung von Thomas de Maizière aus dem Amt des Bundesverteidigungsministers gespielt.[17]
- Am 19. September 2014 drehten 6.000 Kapfenberger einen 14-minütigen Lipdub zu Live Is Life, der damit jener mit den meisten Teilnehmern ist.[18][19]
- Live Is Life wurde als offizieller Song der Handball-Europameisterschaft der Frauen 2024 ausgewählt.[20]